# Íñigo Fernández de Velasco, VII duca di Frías
Íñigo Fernández de Velasco (Madrid, 16 aprile 1629 – Madrid, 29 settembre 1696) è stato un generale e politico spagnolo, VII duca di Frías, nonché Maggiordomo Maggiore del Re di Spagna Carlo II d'Asburgo.

## Biografia
Íñigo Fernández de Velasco nacque a Madrid il 16 aprile 1629, figlio primogenito del duca Bernardino Fernández de Velasco e di Isabella María de Guzmán y Guzmán.
Fu imprigionato per ragioni sconosciute tra il 1654 e il 1656 nell'Alcazar di Segovia
Nel 1648 venne nominato Governatore del Ducato di Milano succedendo al padre;  detenne l'incarico solamente un anno, quando venne sostituito dal marchese Luis de Benavides Carrillo.
In seguito dopo aver compiuto la carriera militare prese parte alla repressione della sollevazione della Catalogna sotto gli ordini di Don Giovanni d'Austria, (figlio illegittimo del Re di Spagna Filippo IV); e alla Guerra di restaurazione portoghese con il grado di Capitano generale della Galizia.
Nel 1668 venne nominato Governatore dei Paesi Bassi spagnoli succedendo cosi al Duca Francisco de Moura y Corterreal, e durante il suo periodo assoldò il figlio Francisco Antonio Fernández de Velasco e lo mise a capo della propria guardia personale; incarico che detenne sino al 1670 ove gli succedette Juan Domingo de Zuñiga y Fonseca.
L'anno successivo, su concessione del Re di Spagna Carlo II, Íñigo venne nominato presidente dei quattro ordini cavallereschi spagnoli, succedendo cosi al conte Pedro Portocarrero y Aragón, incarico che detenne sino al 1675 ove venne sostituito dal duca Gaspar Tellez Girón; nel 1676 ebbe l'onore di esser nominato Maggiordomo Maggiore del Re di Spagna, succedendo al duca Francisco Fernández de la Cueva, incarico che detenne sino alla morte avvenuta a Madrid il 29 settembre 1696, e in quest'incarico venne sostituito dal duca Juan Claros Alonso Pérez de Guzmán.

## Matrimonio e figli
Il duca Íñigo Melchor Fernández de Velasco sposò in prime nozze la duchessa Giuseppa Giacinta Fernández de Córdoba y Figueroa, figlia del duca Alonso Fernández de Córdoba y Enríquez de Ribera e della marchesa Juana Enríquez de Ribera y Téllez-Girón, ma il matrimonio non venne celebrato.
E cosi il duca Íñigo Melchor Fernández de Velasco sposò in seconde nozze María Teresa de Benavides Dávila y Corella, figlia del marchese Diego de Benavides y de la Cueva e della marchesa Antonia Dávila y Corella; la coppia ebbe i seguenti tre figli:
- José Manuel Fernández de Velasco y Tovar, (1665 - 1713), succedette al genitore dei titoli e inoltre, il 3 settembre 1695 venne nominato dal Re di Spagna Carlo II d'Asburgo Capitano Generale delle Galee siciliane; e successivamente venne nominato Maggiordomo Maggiore del Re di Spagna Filippo V di Borbone, il quale il sovrano durante la Guerra di successione spagnola, nel 1701, lo nominò ambasciatore spagnolo presso la corte Reale Francese del "Re Sole" Luigi XIV di Borbone.
- María del Pilar Fernández de Velasco y Benavides, sposò il VI Duca di Osuna Francisco María de Paula Téllez-Girón y Benavides.
- Íñigo Fernández de Velasco y Benavides

e al di fuori del matrimonio, il duca Íñigo Melchor Fernández de Velasco ebbe un figlio naturale:
- Francisco Antonio Fernández de Velasco y Tovar, (1649 - 23 marzo 1716), Commendatore dell'Ordine di Santiago, ricoprì importanti incarichi in ambito politico e militare.

## Ascendenza
|                                            |                             |                                                                      | Genitori                           |  |  | Nonni |  |  | Bisnonni                              |  |  | Trisnonni                          |  |
|                                            |                             |                                                                      |                                    |  |  |       |  |  | 8. Íñigo Fernández de Velasco y Tovar |  |  | 16. Juan Sancho de Tovar y Velasco |  |
|                                            |                             |                                                                      |                                    |  |  |       |  |  | 8. Íñigo Fernández de Velasco y Tovar |  |  | 16. Juan Sancho de Tovar y Velasco |  |
|                                            |                             | 17. María Girón de Guzmán                                            |                                    |  |  |       |  |  | 8. Íñigo Fernández de Velasco y Tovar |  |  |                                    |  |
| 4. Juan Fernández de Velasco y Tovar       |                             |                                                                      |                                    |  |  |       |  |  | 8. Íñigo Fernández de Velasco y Tovar |  |  |                                    |  |
|                                            |                             | 9. Anna Perez de Guzmán y Aragon                                     | 18. Juan Alfonso Pérez de Guzmán   |  |  |       |  |  |                                       |  |  |                                    |  |
|                                            |                             | 9. Anna Perez de Guzmán y Aragon                                     | 18. Juan Alfonso Pérez de Guzmán   |  |  |       |  |  |                                       |  |  |                                    |  |
|                                            |                             | 9. Anna Perez de Guzmán y Aragon                                     | 19. Ana de Aragón y Gurrea         |  |  |       |  |  |                                       |  |  |                                    |  |
| 2. Bernardino Fernández de Velasco y Tovar |                             | 9. Anna Perez de Guzmán y Aragon                                     |                                    |  |  |       |  |  |                                       |  |  |                                    |  |
|                                            |                             | 10. Luis Ramón Folch d'Aragón-Cardona-Córdoba y Fernández de Córdoba | 20. Diego Fernández de Córdoba     |  |  |       |  |  |                                       |  |  |                                    |  |
|                                            |                             | 10. Luis Ramón Folch d'Aragón-Cardona-Córdoba y Fernández de Córdoba | 20. Diego Fernández de Córdoba     |  |  |       |  |  |                                       |  |  |                                    |  |
|                                            |                             | 10. Luis Ramón Folch d'Aragón-Cardona-Córdoba y Fernández de Córdoba | 21. Juana de Aragón y de Cardona   |  |  |       |  |  |                                       |  |  |                                    |  |
| 5. Juana de Aragón de Cordoba y Cardona    |                             | 10. Luis Ramón Folch d'Aragón-Cardona-Córdoba y Fernández de Córdoba |                                    |  |  |       |  |  |                                       |  |  |                                    |  |
|                                            |                             | 11. Ana Enriquez de Cabrera                                          | 22. Luis Enríquez de Cabrera       |  |  |       |  |  |                                       |  |  |                                    |  |
|                                            |                             | 11. Ana Enriquez de Cabrera                                          | 22. Luis Enríquez de Cabrera       |  |  |       |  |  |                                       |  |  |                                    |  |
|                                            |                             | 11. Ana Enriquez de Cabrera                                          | 23. Ana de Mendoza y Mendoza       |  |  |       |  |  |                                       |  |  |                                    |  |
| 1. Íñigo Melchor Fernández de Velasco      |                             | 11. Ana Enriquez de Cabrera                                          |                                    |  |  |       |  |  |                                       |  |  |                                    |  |
|                                            | 12. Gonzalo Núñez de Guzmán | 24. Gonzalo Núñez de Guzmán                                          |                                    |  |  |       |  |  |                                       |  |  |                                    |  |
|                                            | 12. Gonzalo Núñez de Guzmán | 24. Gonzalo Núñez de Guzmán                                          |                                    |  |  |       |  |  |                                       |  |  |                                    |  |
|                                            | 12. Gonzalo Núñez de Guzmán | 25. Isabel de Acuña y Rojas                                          |                                    |  |  |       |  |  |                                       |  |  |                                    |  |
| 6. Gabriel Nuñez de Guzmán                 | 12. Gonzalo Núñez de Guzmán |                                                                      |                                    |  |  |       |  |  |                                       |  |  |                                    |  |
|                                            |                             | 13. Juana de Guzmán                                                  | 26. Martín de Guzmán               |  |  |       |  |  |                                       |  |  |                                    |  |
|                                            |                             | 13. Juana de Guzmán                                                  | 26. Martín de Guzmán               |  |  |       |  |  |                                       |  |  |                                    |  |
|                                            |                             | 13. Juana de Guzmán                                                  | 27. Anna von Schaumburg            |  |  |       |  |  |                                       |  |  |                                    |  |
| 3. Isabella Maria de Guzmán y Guzmán       |                             | 13. Juana de Guzmán                                                  |                                    |  |  |       |  |  |                                       |  |  |                                    |  |
|                                            |                             | 14. Ramiro Núñez de Guzmán                                           | 28. Martín de Guzmán (= 26)        |  |  |       |  |  |                                       |  |  |                                    |  |
|                                            |                             | 14. Ramiro Núñez de Guzmán                                           | 28. Martín de Guzmán (= 26)        |  |  |       |  |  |                                       |  |  |                                    |  |
|                                            |                             | 14. Ramiro Núñez de Guzmán                                           | 29. Anna von Schaumburg (= 27)     |  |  |       |  |  |                                       |  |  |                                    |  |
| 7. Francisca de Guzmán y Rojas             |                             | 14. Ramiro Núñez de Guzmán                                           |                                    |  |  |       |  |  |                                       |  |  |                                    |  |
|                                            |                             | 15. Mariana de Rojas y Guzmán                                        | 30. Gonzalo Núñez de Guzmán (= 24) |  |  |       |  |  |                                       |  |  |                                    |  |
|                                            |                             | 15. Mariana de Rojas y Guzmán                                        | 30. Gonzalo Núñez de Guzmán (= 24) |  |  |       |  |  |                                       |  |  |                                    |  |
|                                            |                             | 15. Mariana de Rojas y Guzmán                                        | 31. Isabel de Acuña y Rojas (= 25) |  |  |       |  |  |                                       |  |  |                                    |  |
|                                            |                             | 15. Mariana de Rojas y Guzmán                                        |                                    |  |  |       |  |  |                                       |  |  |                                    |  |